# Majerje
Majerje is een plaats in de gemeente Petrijanec in de Kroatische provincie Varaždin. De plaats telt 779 inwoners (2001).